# 1055 (numero)
Millecinquantacinque (1055) è il numero naturale dopo il 1054 e prima del 1056.

## Proprietà matematiche
- È un numero dispari.
- È un numero composto da 4 divisori: 1, 5, 211, 1055. Poiché la somma dei suoi divisori (escluso il numero stesso) è 217 < 1055, è un numero difettivo.
- È un numero semiprimo.
- È un numero nontotiente in quanto dispari e diverso da 1.
- È un numero congruente.
- È un numero malvagio.
- È un numero intero privo di quadrati.
- È un numero palindromo e un numero a cifra ripetuta nel sistema di numerazione posizionale a base 14 (555).
- È parte delle terne pitagoriche (633, 844, 1055), (1055, 2532, 2743), (1055, 22248, 22273), (1055, 111300, 111305), (1055, 556512, 556513).

## Astronomia
- 1055 Tynka è un asteroide della fascia principale del sistema solare.
- NGC 1055 è una galassia nella costellazione della Balena.

## Astronautica
- Cosmos 1055 è un satellite artificiale russo.